# Smitty
Smitty is een Amerikaanse familiefilm uit 2012 geregisseerd door David M. Evans over een jongen die, om niet voor de rechter te hoeven verschijnen, de zomer door moet brengen op de boerderij van zijn opa waar hij amper contact mee heeft.

## Rolverdeling
| Acteur                | Personage               | Opmerkingen |
| --------------------- | ----------------------- | ----------- |
| Brandon Tyler Russell | Ben                     |             |
| Freddie James         | Smitty                  |             |
| Peter Fonda           | Jack                    |             |
| Mira Sorvino          | Amanda                  |             |
| Louis Gossett jr.     | Mr. Smith               |             |
| Jason London          | Russell                 |             |
| Lolita Davidovich     | Judge Greenstein        |             |
| Booboo Stewart        | Peebo                   |             |
| Gabrielle Bui         | Tia                     |             |
| Tory Weisz            | Carl                    |             |
| Makeba Pace           | Yvonne                  |             |
| Daisy Hamilton        | Stevie                  |             |
| Stacy McGillis        | Officer Brown           |             |
| Anthony Gregorio      | Red Truck Driver        |             |
| Daryl A. Thomas       | Counselor               |             |
| Randy Rapp            | Travis                  |             |
| Cody Burk             | Austin                  |             |
| Minny Olson           | Receptionist            |             |
| Ethan Henry           | Detective               |             |
| Michael Rozen         | Bailiff                 |             |
| John Earl Robinson    | Trucker                 |             |
| Raliegh Wilson        | Max (as Raleigh Wilson) |             |